# 대만

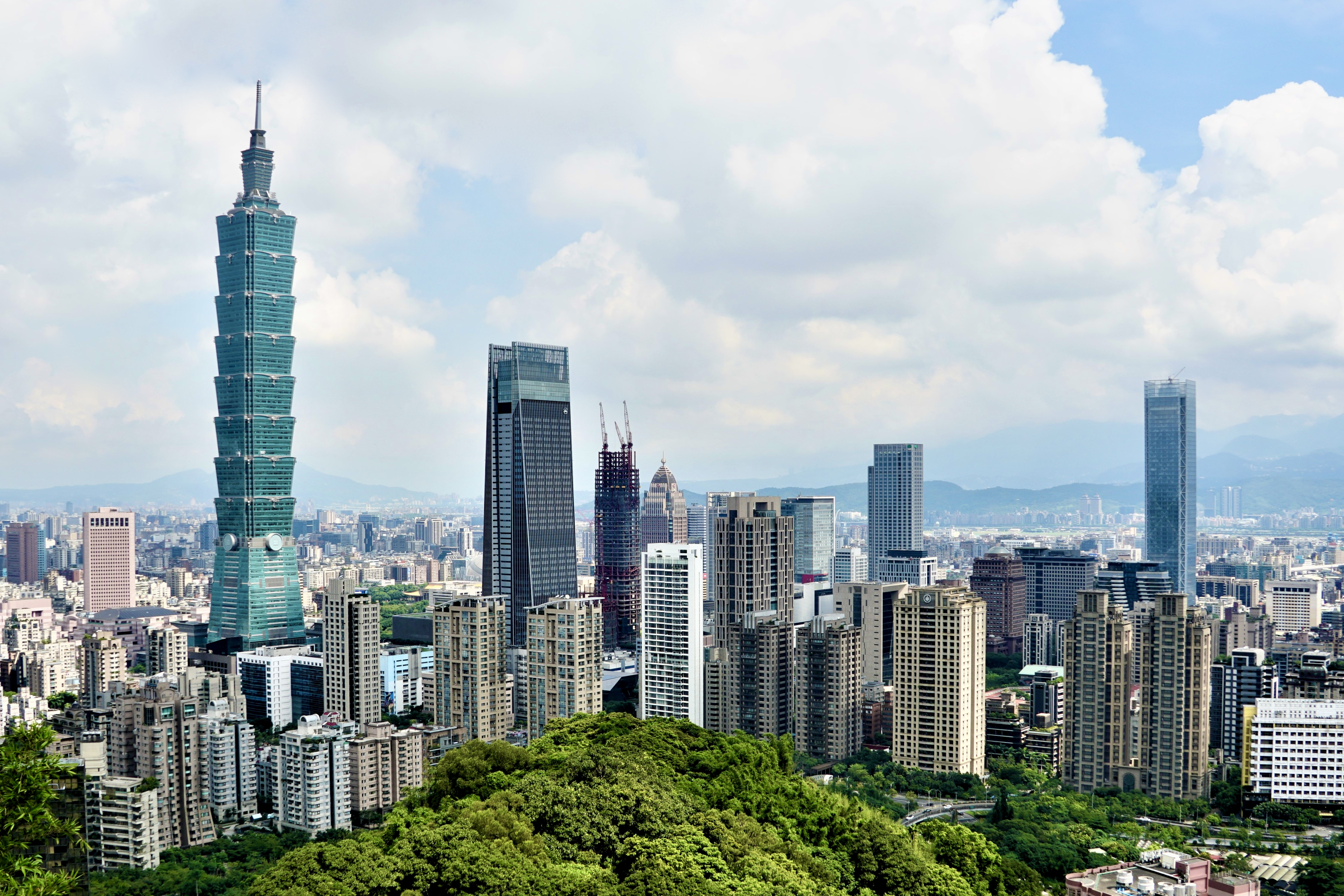
대만의 수도, 타이베이시

대만(중국어 정체자: 臺灣/台灣, 간체자: 台湾, 병음: Tái wān, 주음 부호: ㄊㄞˊ ㄨㄢ) 또는 타이완은 동아시아에 있는 타이완섬을 중심으로 정의 내리는 여러 지역명을 통합해 부르는 명칭이다. 면적은 35,980 km2로 경상도 면적과 비슷하며, 시간대는 UTC+08:00이다. 별칭은 포르투갈어로 ‘아름다운 섬’이란 뜻인 포르모사(Formosa)이다. 거주 인구는 약 2,300만 명이다. 카이로 선언에 따라 일본의 식민 통치가 끝난 1945년부터 중화민국에 편입해, 현재에 이른다.

## 지리
일본 류큐 열도와 중국 대륙, 필리핀의 가운데에 위치한 교통 요지이다. 대만에서 류큐 열도까지의 거리는 약 75 km, 중국 대륙까지는 약 150 km, 필리핀까지는 약 300 km다.
대만의 지형은 산이 많아, 전체 면적의 64%가 산지이다. 중양산맥이 섬의 동부를 남북으로 가로지르며, 봉우리들의 평균 고도는 3,000m를 넘는다. 섬에서 가장 높은 위산(玉山, 옥산)은 표고가 3,997m에 이른다. 산맥의 동쪽은 평야부가 적고, 태평양 연안에서는 수직에 가까운 각도로 솟는 절벽이 연달아 있다. 그에 비해 서쪽은 비옥한 평야가 완만하게 대만 해협을 향해 쳐진다. 대부분 강이 타이완 산맥에서 발원하며, 모두 짧고 험난하다. 주요 하천은 서부에 몰렸고, 가장 긴 하천은 중부를 흐르는 줘수이강(濁水溪 탁수계, 167km)이다.

## 기후
대만의 기후는 온난 습윤 기후다. 섬 전체 연평균 기온은 23 °C로 온난하다. 여름은 5월부터 9월까지로 평균 기온은 28 °C이나, 겨울은 12월부터 2월까지로 짧고 매우 따뜻하여 북부도 평균 기온은 10 °C를 넘는다. 높고 험한 타이완 산맥과 계절풍은 대만 기후에 결정적인 영향을 준다. 대만 북동부 지룽 및 이란의 많은 강우량과 건조한 남서부 요인이 있다. 섬 전체 연간 강수량은 2,540 mm로, 평지보다 산지가, 서해안보다 동해안 쪽이 많다. 또 6월부터 10월에는 태풍이 많이 거쳐가 매년 큰 피해를 준다.
대만은 대부분 산악이지만 일부 지역은 농업에 적합한 기후와 토양을 가지고 있다. 광물자원으로는 석탄, 대리석, 유황, 석유, 천연가스 등을 산출한다.

## 식생과 동물
대만에 분포하는 식물은 3,800종이 넘는다. 삼림에 덮인 산은, 고도에 따라 삼림 형태가 달라지며 다양한 식생이 분포한다. 해발 0-1,980m는 아열대성의 식생이 나타나고, 1,980-3,050m는 낙엽수림대와 침엽수림대의 혼합 지대, 3,050m이상은 침엽수림이다. 근래에는 고산 기후를 이용해 고랭지 채소나 과일을 재배한다.
이곳에 서식하는 동물도 여러 종류가 있다. 포유류는 다람쥐과, 사슴, 멧돼지, 타이완곰 등 63종(1996년 시점)을 확인했다. 또한 많은 새(445종), 파충류(80종), 양서류(31종), 곤충이 있다.

## 그 외의 섬들
대만 주변에는 22개의 작은 섬이 있다. 댜오위타이 열서(釣魚島)는 현재 영유권 분쟁 중인 섬이다.
- 란위섬(蘭嶼)
- 뤼다오섬(綠島)
- 샤오류치우(小琉球)
- 구이산섬(龜山島)
- 미엔화섬(棉花嶼)
- 펑자섬(彭佳嶼)
- 댜오위타이 열서(釣魚臺列嶼, 센카쿠 제도)

## 역사

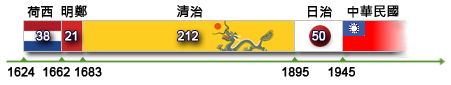
대만의 역사 연표

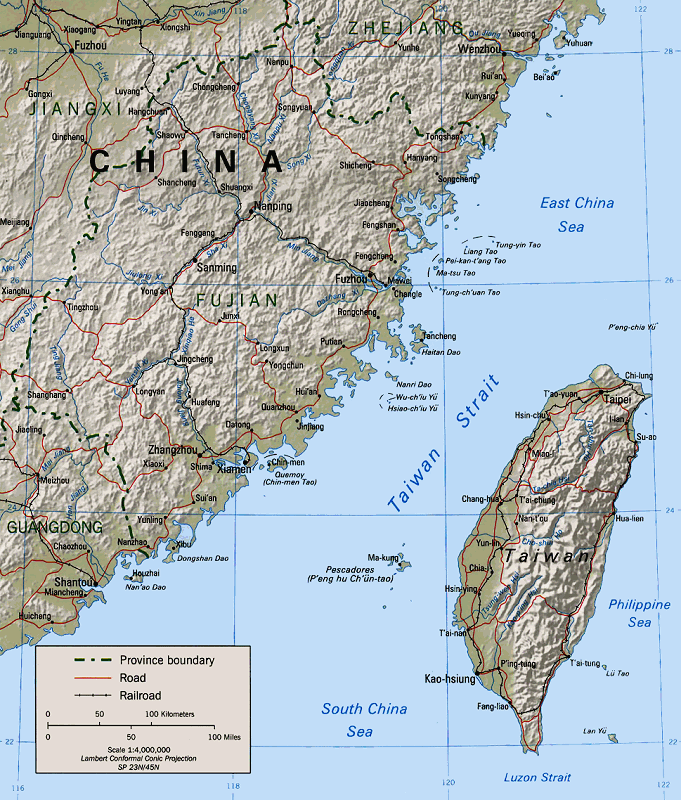
대만 해협

역사 기록에 본격적으로 대만이 등장하는 시기는 1624년 네덜란드 상인들이 대만섬에 진출하면서다. 물론, 그 이전 시기에도 대만 원주민들이 정주, 생활했다. 고대부터 이어 온 대만은 오스트로네시아어족 원주민들의 섬이었다. 1683년 청나라에 편입되었다. 대만 역사는 크게 16세기 이전 시기(선사 시대 포함), 네덜란드 점령 시기, 정씨왕국 시기, 청나라 시기, 일본 제국의 식민 통치 시기, 중화민국 시기(제2차 세계 대전 이후 대만)으로 흔히 나눈다.

### 선사 시대
대만섬에 처음 도달한 민족 집단은 말레이 폴리네시아계의 민족(지금의 고산족)이다. 이들은 부족마다 따로 떨어져 생활했으므로 국가를 형성하지 않았고, 문자도 없어서 역사 기록을 거의 남기지 않았다.

### 중국과 관계
중국 삼국시대에는 대만을 이주(夷州)라 불렀는데 이릉 대전 이후 오나라는 주민부족에 시달렸다. 이에 손권은 230년 봄에 위온과 제갈직에게 정병 1만 명을 준 뒤 이주와 단주 등을 샅샅이 뒤져 주민들을 징발하도록 명령했으나 위온과 제갈직은 가는 동안 풍랑을 만나 병력 거의 대부분을 잃고 그렇게 징발했던 말레이 폴리네시아계 원주민은 고작 1천 명에 불과했다. 이에 손권은 대노하여 위온과 제갈직을 처형했다.
13세기 후반 원나라가 펑후 제도에 행정 기관을 설치했다는 기록은 있지만 대만섬을 통치했다는 기록은 사라졌다. 그 뒤, 한족 등이 세운 명나라가 펑후 제도를 차지했지만, 역시 대만섬은 직접 다스리지 않았다.

### 외래 정권의 지배
대만에 관련된 역사가 문자로 기록하는 때는 유럽인의 상륙 이후이다. 17세기 스페인인이 대만의 북부지역 (타이베이시, 지룽시, 신베이시 일원)을 차지하고, 네덜란드의 동인도 회사가 대만의 남부지역 (타이난시 일원)을 차지하였다.
네덜란드 동인도 회사는 농사를 짓기 위해 푸젠성, 광둥성에서 사는 한족들을 모집해 대만으로 이주시켜 농업에 종사하게 하였는데, 이들이 대만에 정착하면서 현대정치에서 본성인 그룹을 형성한다. 중국 본토에서 한족 남성이 유입하먀 원주민 여성과의 결혼 빈도가 늘어나 자연스럽게 대만의 독특한 혈통이 형성했다.

### 대청 항쟁기
명나라가 망할 위기에 놓여 남명으로 밀려나고 만주족이 중원을 장악하자 항청복명의 구호를 내건 정성공이 1661년에 대만에 있던 네덜란드 세력을 침공해 이듬 해인 1662년 네덜란드 세력을 대만에서 축출하고 대만을 장악하였다.
1662년 정성공이 죽은 이후에도 아들 정경이 대만을 통치하였다. 정민 정권은 오래가지 못했지만, 이때 처음으로 대만에 사실상의 중국계 국가를 건립했다.

### 만주족 복속기의 대만
정씨 일가의 대만 지배는 만주족의 대만 정벌에 의해 끝나버렸다. 이로써 대만은 청나라의 영토에 편입되었다. 그러나 당초 청나라는 정씨 일가를 응징할 목적으로 대만을 공격했으므로 대만을 직접 통치하는 것에 대해서는 소극적이었다.
그러나 왜적의 침입을 막아야 되는 등의 군사적인 이유로 대만을 활용하였다. 청나라는 대만섬에 1부(府), 3현(縣)을 설치하고, 푸젠성의 관할하에 두었다. 하지만 청나라의 통치력은 대만 전역에 강력하게 영향을 미치지는 않았다. 이런 이유로 현재 대만 독립을 주장하는 세력들은 중화인민공화국의 영유권 주장이나 1945년 중화민국 귀속은 잘못되었다는 주장의 근거로 활용하고 있다.
한편 대만섬의 인구 대부분을 차지했던 원주민은 푸젠성, 광둥성으로부터 생활이 어려운 한족들이 대거 대만으로 이주 및 정착하였고, 당시에 스스로 한족과 동화되어 가던 청나라는, 관청에서 조직적으로 대만 원주민에게 성씨나 가계도, 족보 등을 부여하여 한족화를 추진하는 등의 여러 가지 이유로 청나라 조정과 원주민 모두 시간이 지나면서 한족에 동화되어 갔다.

### 일본 식민지 시대 (1895 ~ 1945)
19세기 후반이 되면서, 청나라는 일본 제국이나 구미 열강의 대외 진출에 대한 방어 거점으로 대만의 중요성을 재인식하게 되어, 1885년에 대만을 푸젠성에서 분리해 타이완성으로 승격시켰다. 하지만, 1894년 일어난 청일 전쟁에서 청나라가 패배하여 일본의 주도하에 시모노세키 조약이 맺어졌다. 이 조약에 따라 청나라는 만주와 펑후 제도를 비롯해 대만섬을 일본에게 할양하였고, 곧 타이완성도 폐지되었다. 대만섬에서는 대만민주국의 건국을 선포하기도 했었지만,  시모노세키 조약 시행과 동시에  일본에 편입됐다. 그 후, 일본 정부는 타이완 총독부 (台灣總督府)를 설립해 1945년 패망할 때까지 대만을 통치하였다. 1952년 일본과 중화민국에서 체결된 일화평화조약의 시행으로 법적으로 일본에서 이탈하였다.

### 중화민국 시기 (1945 ~ 현재)
일본제국 패망으로, 1945년 10월 25일 대만섬과 펑후 제도는 50년 만에 중화민국으로 반환되었다. 대만을 수복하고 통치하려고 파견한 중화민국 정부의 관료와 병사들은 대만 주민들의 기대와 다른 모습들을 보여 이들에 대한 주민들의 실망은 무척 커졌다. 대만 주민의 이러한 불만은 1947년 2월 28일의 항거(2·28 사건)를 통해 폭발했다. 봉기로 중화민국 관료들은 주민들을 상대로 협상할듯 하며 시간을 벌고 뒤로는 장제스에게 본토 병력의 파견을 요청하였다. 3월 8일 본토에서 지원 병력이 도착하자 대만에서는 대대적인 유혈진압을 시작했다. 이 과정에서 본성인 약 3만여명이 사망 또는 실종했으며, 지금까지도 이 사건은 대만 본성인과 1945년 이후부터 대만으로 이주하기 시작한 외성인 사이에 깊은 앙금으로 남았다.
1949년 12월에 중화민국의 국공 내전에서 중국국민당은 중국공산당에 밀려 난징에 있던 중화민국 정부를 타이베이로 이전하였고(국부천대), 이후 중화민국의 실효 통치 지역은 사실상 타이완 지구로 축소했다.
1996년 3월 23일 국민의 직접선거로 총통을 선출하도록 제도를 개선하면서, 대만은 중국국민당 장기 집권을 마감하고 본격적인 민주화 시대를 열었다. 2000년 총통 선거에서는 민주진보당의 천수이볜을 총통으로 선출하며 제헌 이래 평화적 정권교체를 이루기도 하였다. 2008년에는 중국국민당 마잉주가 당선되었고 2016년에는 다시 민주진보당 차이잉원이 총통에 취임하였다.

## 양안 관계
대만은 제2차 세계 대전을 종료한 1945년 연합국이 중화민국에 반환했다. 이 때는 동중국해의 작은 섬에 불과했으나, 국공 내전에서 중국공산당에게 밀린 중국국민당이 1949년 난징시의 국민정부를 타이베이시로 전격 이전하면서 대만은 중화민국의 중심지로 변모하여 새 시대를 맞이했다. 그러나 중화인민공화국은 하나의 중국 억지 주장에 따라 1945년의 반환 결정은 곧 자신에게 소급된다고 주장한다. 23번째 성(省)으로 규정하고 대만에 대한 일체의 영유권을 주장한다. 하지만, 대만 특별행정구로도 영유권을 주장한다.
(홍콩과 마카오: 군대 불유지 타이완 지구: 군대 유지 가능)

## 국제 순위
대만의 투자 환경은 수많은 국제 순위에서 높은 평가를 받는다. 대만은 세계경제포럼(World Economics Forum)이 발표한 ‘글로벌 경쟁력 보고서 2019’에서 140개 중 12위, 아시아태평양 지역에서 4위를 차지했다. 이코노미스트 인텔리전스 유닛(Economist Intelligence Unit)은 2014년부터 2018년까지 대만의 비즈니스 환경이 전 세계에서 14번째로 우수하다고 평가하기도 했다. 2019년 경제 자유도 평가에서는 186개국 중 10위, 아태지역 43개국 중 5위를 차지했고, 미국 경영환경리스크 인텔리전스(BERI: Business EnvironmentRisk Intelligence)에서는 투자 위험도 평가·비교에 주요 50개국을 선정하였는데 그 중 대만이 4위를 차지했다.

## 같이 보기
- 대만의 경제
- 대만 해협